# Bulharsko na Letních olympijských hrách 2020
Bulharsko na Letních olympijských hrách 2020 reprezentovalo 42 sportovců (14 mužů a 28 žen) v 12 sportech.

## Medailisté
| Medaile | Jméno sportovce                                                                            | Sport              | Disciplína                    | Datum dosažení |
| ------- | ------------------------------------------------------------------------------------------ | ------------------ | ----------------------------- | -------------- |
| Zlato   | Ivet Goranovová                                                                            | Karate             | Ženy – do 55 kg               | 5. srpna       |
| Zlato   | Stojka Krastevová                                                                          | Box                | Ženy – do 51 kg               | 7. srpna       |
| Zlato   | Simona Djankovová Stefani Kirjakovová Madlen Radukanovová Laura Trajecová Erika Zafirovová | Moderní gymnastika | víceboj                       | 8. srpna       |
| Stříbro | Antoaneta Kostadinovová                                                                    | Sportovní střelba  | Ženy – 10 m vzduchová pistole | 25. července   |
| Bronz   | Evelina Nikolovová                                                                         | Zápas              | Ženy – volný styl do 57 kg    | 4. srpna       |
| Bronz   | Tajbe Jusejnová                                                                            | Zápas              | Ženy – volný styl do 62 kg    | 5. srpna       |